# Autoroute A 67
Die Autoroute A 67 war von 1990 bis 1996 die Nummerierung für ein geplantes und realisiertes Autobahnprojekt, das mit dem Autobahndreieck bei Poligny (mit der Autoroute A 6) beginnend bis nach Dordives führte. Geplant war eine Fortführung bis Cosne-Cours-sur-Loire auf der Strecke der früheren Route nationale 7 (heutige D2007).
Das realisierte Autobahnprojekt bis Dordives hatte 1971 die Bezeichnung "G6" erhalten. Im Jahre 1982 wurde der Stummel als A 70 benannt und erhielt dann 1990 den Namen der Autoroute A 67. Im Jahre 1996 wurde die Nummerierung zur Autoroute A 77 umgewidmet und ab 1999 die Fortführung Richtung Cosne-Cours-sur-Loire und Nevers geplant und realisiert.
Der ehemalige Verlauf der A 67 wurde beim Zubringer Dordives zur Route départementale 377 herabgestuft.